# 山西義政
山西 義政（やまにし よしまさ、1922年（大正11年）9月1日 - 2020年（令和2年）4月1日）は、日本の実業家。イズミ創業者。

## 来歴

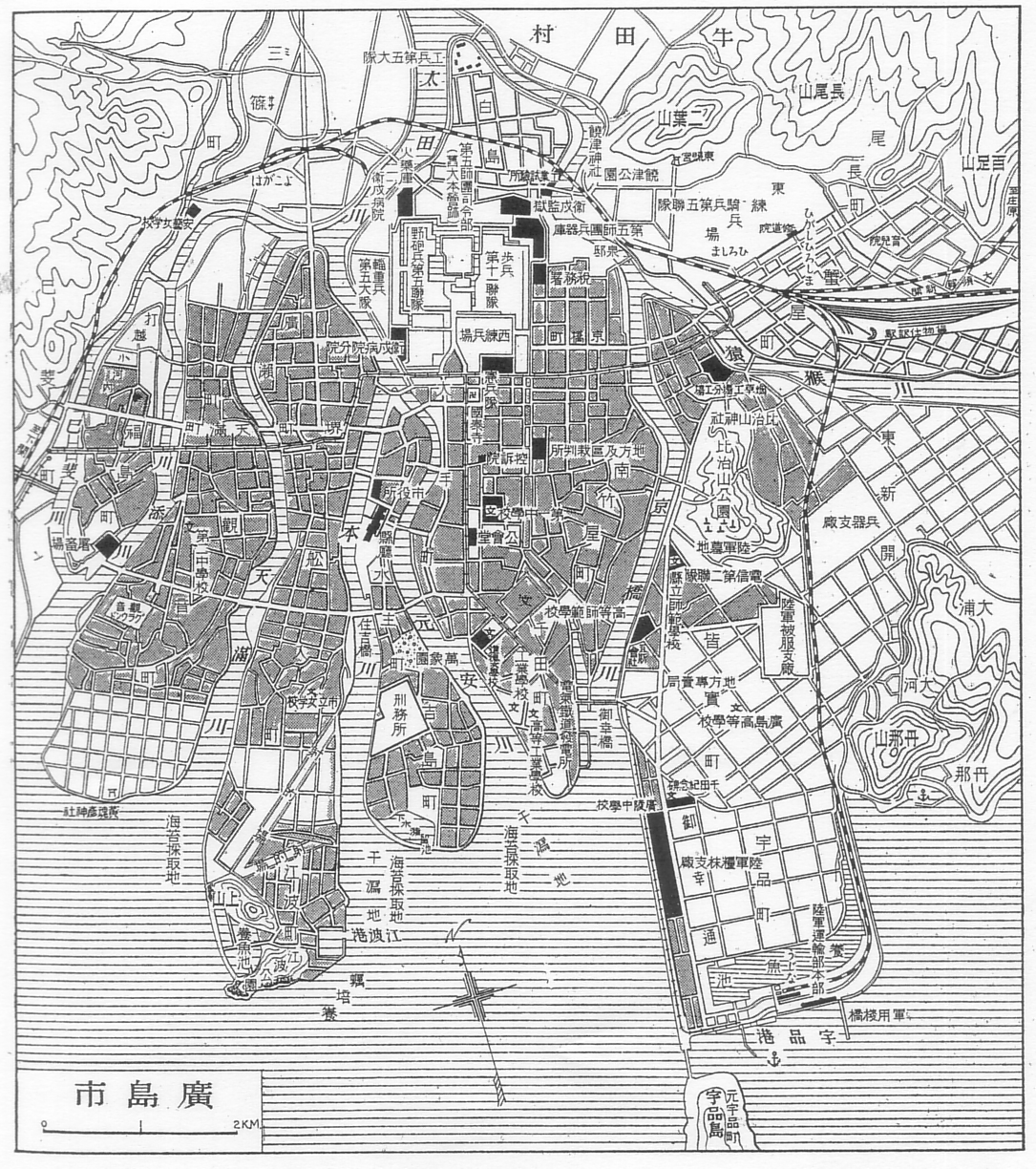
1930年ごろの広島市地図。宇品は右下、広島駅は右上にあたる。

### 若年期
生まれは広島県佐伯郡玖波村（現大竹市玖波町）、のちに広島市宇品（現南区）へ移り住む。最終学歴は宇品尋常高等小学校（広島市立宇品小学校）卒業。
貧しい家庭に育ち、父親は呑んだくれで母親は病弱、それに妹と4人で暮らしていた。その他にも兄弟はいたが、養子や親戚に出されていた。尋常高等小時代の11歳か12歳ぐらいから働き始め、新聞配達とシジミやハマグリの行商で家計を支えた。自分が稼いだ金で二重焼き（今川焼きの広島での通名）を2つ買って食べることが最高の贅沢だった。
父親が亡くなったこともあり、尋常高等小卒業後は進学せず、昼は軍需工業、夜は荷物運びと働き続けた。山西が住んでいた宇品は日清戦争以降軍港となった宇品港（現広島港）の港町として栄え、ちょうど日中戦争勃発後で軍需物資を積み込む港湾荷役に従事した。一日中働き詰めだった生活は20歳まで続いた。

### 海軍

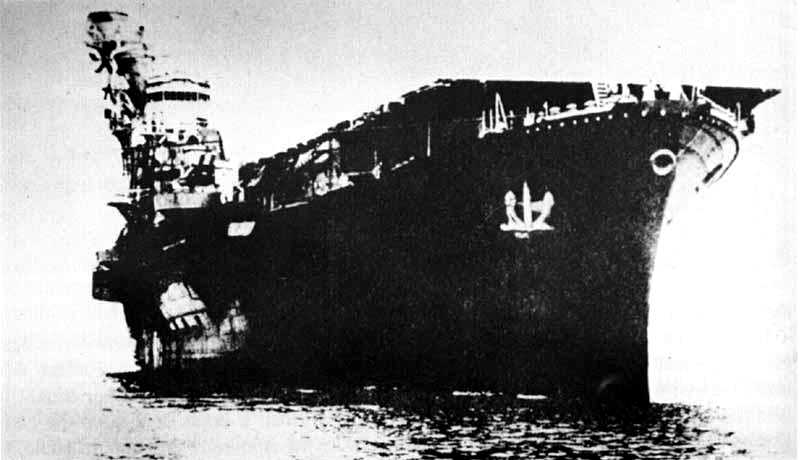
飛鷹

1943年（昭和18年）20歳の時、大日本帝国海軍へ入隊する。
大竹海兵団で教育訓練を受けた後、飛鷹に配属され、主にエンジン室での雑務をこなした。山西は、働き詰めだった以前の生活に比べ死の危険があるとはいえ衣食住が確保されている海軍は「こんないいとこないな」と思ったと回想している。のち飛鷹はアメリカ軍潜水艦トリガーの攻撃により損害を受けたため、修理のため横須賀港に停泊、この間に山西は海軍工機学校入学試験に合格したため船を降りた。なお山西によれば、飛鷹はその翌日にマリアナ沖海戦に向けて出港したため、間一髪で命拾いしたことになる。
工機学校ではエンジンについて、のちに海軍潜水学校へ入校し潜水艦について学ぶ。

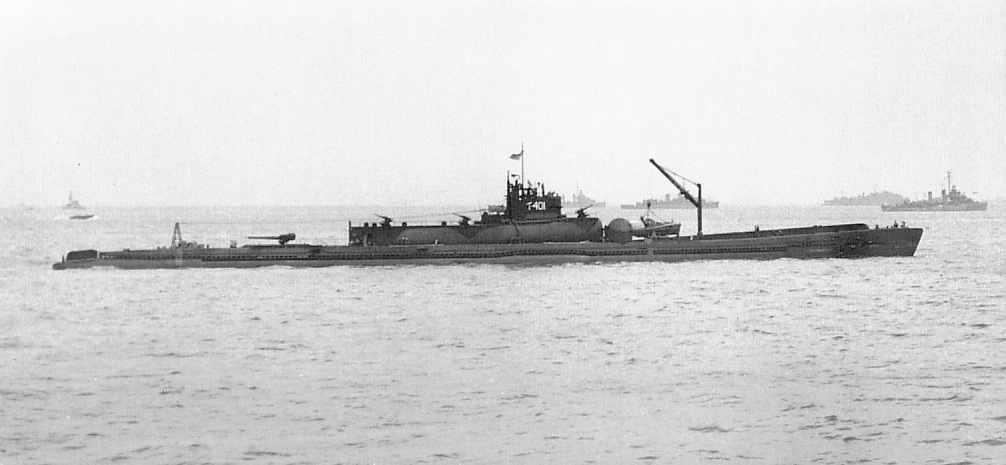
伊400

2つの学校修了後、当時世界最大級の潜水艦である伊号第四百潜水艦の乗船員に選ばれ、以降終戦まで乗艦していた。作戦待機中のウルシー南方で終戦を迎え、晴嵐や魚雷などを海に捨て日本に帰る途中にアメリカ軍に捕獲、その後横須賀港へ帰港した。終戦したことには特に何も思わなかったが、横須賀でアメリカ軍人と日本人女性が腕を組んで歩いている所を見て「こんちくしょう、どういうことや」と感じたと回想している。
その後、郷里である広島へ帰り、広島市への原子爆弾投下により荒廃した故郷を目の当たりにし、更に母親が原爆で死亡したことを知ることになる。そして妹は嫁いでいたため、山西は戦後一人で生活していくことになった。

### 闇市

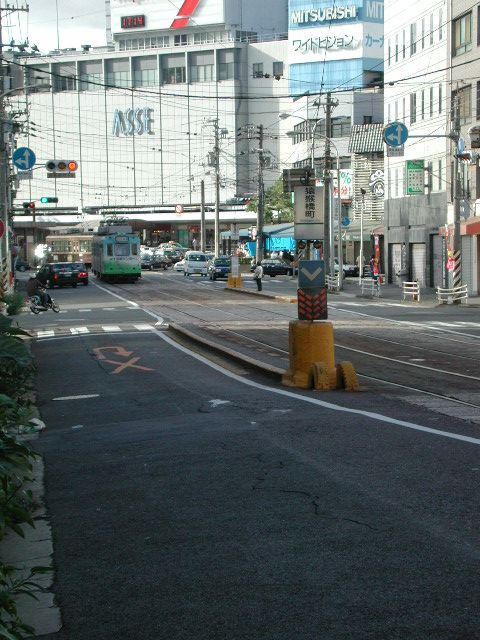
2007年現在の猿猴橋町から広島駅を望む。

生活の手段を思案していく中で、伊400での戦友が御調町（現尾道市）の農家で干し柿を作っており、戦争が終わったらそれで商売しろと勧められたことを思い出す。早速戦友を訪ね干し柿をもらい、広島駅前の闇市で戸板をひき商売を始めた。そのためイズミには現在も干し柿が大量に販売されている。お金を持っていないものは物々交換した。売れるものは何でも売れた時代で、買えるときにはなんでも買った。これら闇市は1946年（昭和21年）新円切替と物価統制令以降取り締まりが厳しくなっていった。
山西は当時のことを「『仁義なき戦い』の序盤みたいな世界だったが、一番楽しかった」と回想している。また、駅前の闇市から事業を広げ、現在も盛業の企業はイズミのほかヨンドシーホールディングス（アスティ）ぐらいだとして、その関連会社であるフジを含め山西は「永遠のライバル」と評している。

### 山西商店設立

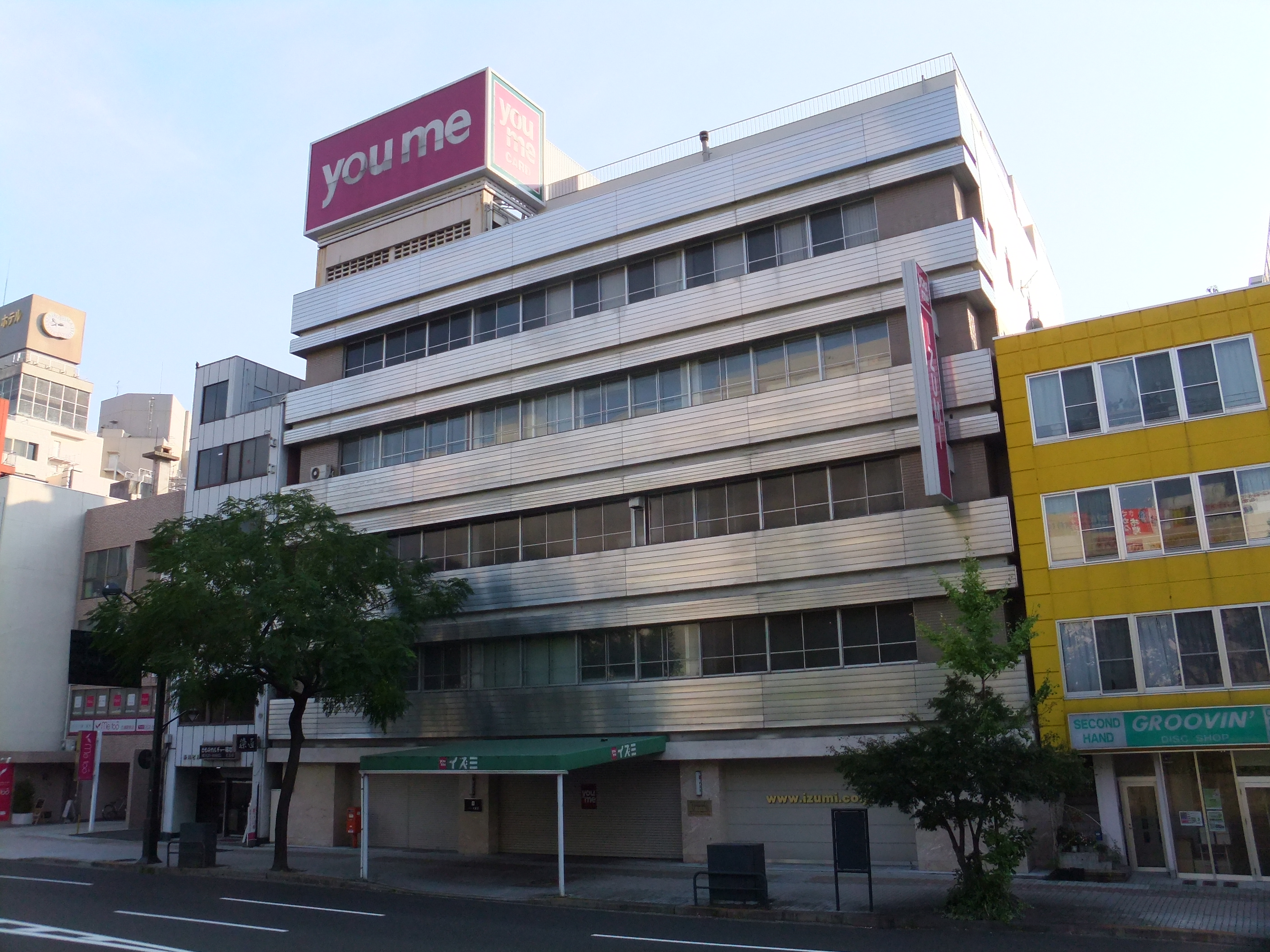
松原町の旧本社、ヤマニシビル

1946年（昭和21年）、駅前の猿猴橋町（現南区）に店を構えた。自ら大阪へ出向いて衣料品を仕入れ広島で販売する卸で事業を広げ、主にメリヤス肌着を販売していた。店は直ぐに手狭になり、移転を繰り返した。1950年（昭和25年）（株）山西商店を設立、1954年（昭和29年）松原町（現南区）にあった銭湯を即決で買い取り社屋とした。1950年代後半には山西商店は有力地方卸問屋として地位を確立し、陳列販売や外販を導入し更に販売エリアは拡大していった。そしてダイエーやイズミヤの勢いを見て、これからは小売の時代になると今までの卸からスーパーマーケットに切り替えていった。
なお本社社屋はその後松原町から現在の東区二葉の里に移転したが、創業以来現在まで広島駅周辺に本社を置いていることになる。

### イズミ

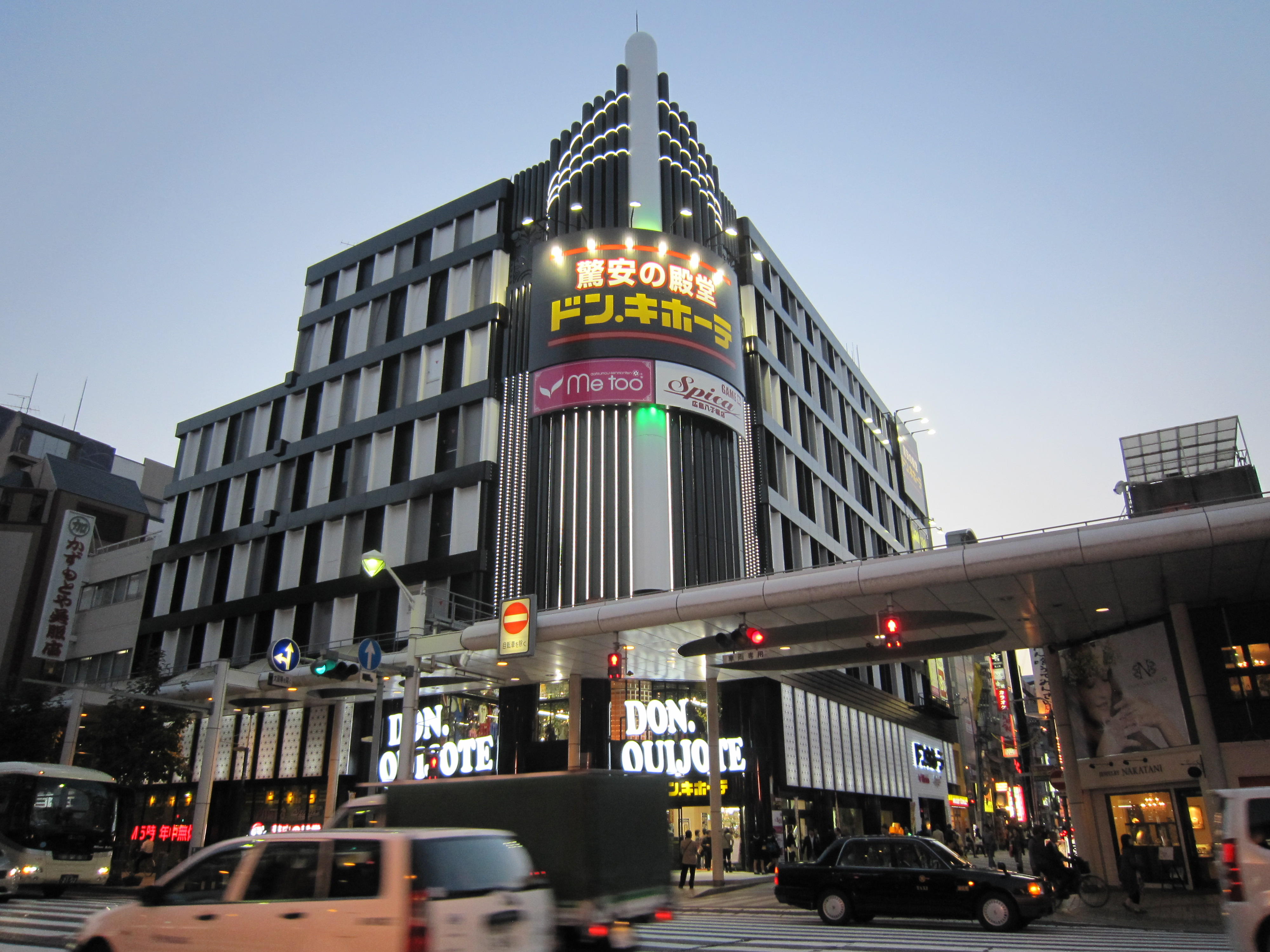
2012年現在の1号店の場所。イズミ八丁堀店は1985年ウィズワンダーランドとしてリニューアルしたものの閉店、のちヤマダ電機が賃貸で入り、現在はドン・キホーテが賃貸している。

1961年（昭和36年）10月（株）いづみ（現・イズミ）を設立し、同年11月スーパー1号店「いづみストアー」を開店した。現在の社名はこの時から。
新天地（現中区）の1号店の場所は、元々本社である松原町で銭湯を営んでいた人物が後に卓球場を開業していた所で、これもまた即決で話が進んだ。木造2階建、当時は衣料品がまだよく売れたことから、1階が衣料、2階が食料売場であった。オープン初日は、営業時間にシャッターを下ろして入店制限するほど大盛況で、翌日の新聞にオープン初日の混雑を謝罪する広告を出している。
1963年（昭和38年）、3店舗目として大阪東住吉区南田辺で開店するも、半年で閉店してしまう。同年には衣料製造のポプラ（コンビニのポプラとは別会社）を立ち上げるも結局は撤退した。当時通っていた流通業セミナーでそこの講師から「スーパーやりながら問屋もメーカーもやっとる日本一のばかがおる」とまで言われている。
これらの失敗から身の丈経営へ転換し、中四国地方で初めて衣食住に対応する総合スーパーとして「地域一番店」を目指し、更に店舗を増やしていった。1973年（昭和48年）郊外型1号店のいずみ祇園店（現ゆめテラス祇園）が開店、1978年（昭和53年）大阪証券取引所第二部上場。1985年（昭和60年）スーパー1号店の八丁堀店はファッションビルウィズワンダーランドとしてリニューアル、1990年（平成2年）新店舗ブランドゆめタウンを立ち上げる。
1991年（平成3年）藍綬褒章を受章。

### 社長退任
1992年（平成4年）、70歳の時に悪性リンパ腫がわかり入院する。この入院中に社長退任の意思を固め、退院後の1993年3月、次女の婿である山西泰明に社長を譲り、自身は会長に就任した。
また趣味の絵画収集が講じて、1997年（平成9年）企業美術館である泉美術館を設立している。
会長となった後も経営者として現場の最前線で活躍していた。
2020年4月1日午前2時30分、老衰のため広島市西区の自宅で死去した。97歳没。

## 参考資料
- 沿革/会社情報 - イズミ
- 生きて - 中国新聞2011年特集
- 『挑戦の流儀』（イズミ50年記念誌編纂事務局・2012年）
- ～幻の潜水艦 伊400に乗船していた男～イズミ創業者 山西義政～ - リクナビ人事ブログ

## 関連情報
書籍
- 山西義政『混迷の時代こそチャンスだ 道なき時代に、道をつくる』丸善プラネット、2014年11月刊、ISBN 4863452284

出演
- 歴史秘話ヒストリア”幻の巨大潜水艦 伊400　日本海軍 極秘プロジェクトの真実”2015年5月6日初回放送
- Eタウン”元気の出る言葉・・・イズミ山西会長”2011年11月5日初回放送